# Číř
Čiř är ett berg i Tjeckien.   Det ligger i regionen Liberec, i den norra delen av landet, 50 km norr om huvudstaden Prag. Toppen på Čiř är 423 meter över havet.
Terrängen runt Čiř är huvudsakligen platt, men västerut är den kuperad.Runt Čiř är det glesbefolkat, med 20 invånare per kvadratkilometer. Närmaste större samhälle är Česká Lípa, 14,2 km norr om Čiř. Omgivningarna runt Čiř är en mosaik av jordbruksmark och naturlig växtlighet.